# MEGF10
MEGF10‏ (Multiple EGF like domains 10) هوَ بروتين يُشَفر بواسطة جين MEGF10 في الإنسان.